# Wapen van Bleskensgraaf en Hofwegen

Wapen van Bleskensgraaf en Hofwegen

Het wapen van Bleskensgraaf werd op 12 juli 1954 aan de Zuid-Hollandse gemeente Bleskensgraaf en Hofwegen toegekend. De gemeente is op 1 september 1855 ontstaan uit de gemeenten Bleskensgraaf en Hofwegen. Op 1 januari 1986 ging de gemeente op in de nieuwe gemeente Graafstroom. Het wapen van Bleskensgraaf en Hofwegen is daardoor komen te vervallen. Er werden geen elementen uit het wapen gebruikt in het wapen van Graafstroom. Sinds 1 januari 2013 valt het gebied onder de gemeente Molenwaard. In het wapen van Molenwaard zijn geen elementen uit het wapen van Bleskensgraaf en Hofwegen opgenomen.

## Blazoenering
De blazoenering van het wapen luidde als volgt:
Gedeeld : I in zilver een dwarsbalk van keel, beladen met een ten halve uitkomende leeuw van goud, vergezeld van boven door 9 staande zoden, geplaatst 5 en 4, en beneden door 6 staande zoden, geplaatst 3,2 en 1, alles van sinopel, II in azuur een lelie van goud, boven vergezeld van 2 en onder van 1 zespuntige ster van hetzelfde. Het schild gedekt met een gouden kroon van 3 bladeren en 2 paarlen.
Het wapen is verticaal gedeeld. Heraldisch rechts, dus voor de toeschouwer links bevindt zich een zilverkleurig veld met daarop een rode balk, waarin een halve gele klimmende leeuw. In het bovenste deel staan negen groene graszoden in twee rijen van 5 resp. 4 boven elkaar. In het onderste deel staan nog eens zes groene turven in rijen van 3, 2 en 1. De andere helft van het schild is blauw en bevat een goudkleurige lelie, met erboven twee gouden zespuntige sterren en eronder 1 gouden zespuntige ster. Het schild is gedekt met een gravenkroon. De heraldische kleuren zijn zilver (wit), sinopel (groen), keel (rood), azuur (blauw) en goud (geel).

## Geschiedenis
Het wapen is een combinatie van het wapen van Bleskensgraaf en het heerlijkheidswapen van Hofwegen. Het wapen van de gemeente Bleskensgraaf is afgeleid van het wapen van het geslacht van Oem van Wijngaarden en dateert van 1515 of eerder. Vanaf de zeventiende eeuw werd het als heerlijkheidswapen gevoerd voor Wijngaarden, Barendrecht en Bleskensgraaf. De gemeente Hofwegen voerde geen wapen.

## Verwante wapens

Het wapen van Bleskensgraaf
Het wapen van Wijngaarden
Het wapen van Barendrecht
Het wapen van Benthuizen